# Universidad Estatal de Chechenia
La Universidad Estatal de Chechenia (del ruso: Чеченский государственный университет) (del checheno: Нохчийн пачхьалкхан университет) es una institución de educación superior rusa de Grozni, Chechenia. La universidad fue fundada en 1938 como Instituto de Formación del Profesorado. Opera 72 departamentos y cuenta con 13 facultades que imparten 40 especialidades.

## Historia
La universidad remonta su historia al 7 de febrero de 1938, cuando en Grozni, a iniciativa del comité regional del partido y el Consejo de Comisarios del Pueblo de la República Autónoma Socialista Soviética de Chechenia-Ingusetia inauguraron el Instituto de Formación del Profesorado, con un período de formación de dos años. El total de estudiantes fue de 120 personas. El 1 de septiembre de 1938 el Instituto de Profesores se transformó en el Instituto Pedagógico Estatal de Chechenia-Ingusetia, con un período de formación de cuatro años. El Instituto contaba entonces con facultades de filología, historia, física y matemáticas.
Tras el inicio de la Gran Guerra Patria el instituto fue evacuado, pero ya a mediados de 1943 se inició la restauración de la escuela. En 1960 el Instituto fue galardonado con un nuevo nombre, el Instituto Pedagógico Estatal de Chechenia-Ingusetia. El 9 de marzo de 1971 el Instituto se transformó en la Universidad Estatal de Chechenia-Ingusetia Leo Tolstoi.
En enero de 1995, en el curso de las hostilidades de las guerras chechenas, los edificios universitarios sufrieron daños significativos. Los bombardeos destruyeron la biblioteca, un jardín botánico, un laboratorio de investigación único, la base educativa e industrial, un centro de computación y la imprenta. El 28 de febrero de 1995, la Universidad Estatal de Chechenia-Ingusetia Leo Tolstoy fue renombrada como Universidad Estatal de Chechenia.

## Facultades
La universidad cuenta con trece facultades:
- Facultad de educación profesional y capacitación
- Facultad de Geografía e Geoecología
- Departamento de Matemáticas y Tecnología Informática
- Departamento de Física y Tecnologías de Información y Comunicación
- Facultad de Tecnología de Agricultura
- Facultad de Biología y Química
- Facultad de Lenguas Extranjeras
- Facultad de Administración Pública
- Departamento de Finanzas y Economía
- Facultad de Ciencias Económicas
- Facultad de Derecho
- Facultad de Medicina
- Facultad de Historia